# Xã Whitefish, Michigan
Xã Whitefish (tiếng Anh: Whitefish Township) là một xã thuộc quận Chippewa, tiểu bang Michigan, Hoa Kỳ. Năm 2010, dân số của xã này là 575 người.